# Mimocopelates archibraziliensis
Mimocopelates archibraziliensis är en kräftdjursart som beskrevs av Wilson 1989. Mimocopelates archibraziliensis ingår i släktet Mimocopelates och familjen Munnopsidae. Inga underarter finns listade i Catalogue of Life.